# Meximachilis tuxeni
Meximachilis tuxeni är en insektsart som beskrevs av Sturm 1991. Meximachilis tuxeni ingår i släktet Meximachilis och familjen klippborstsvansar. Inga underarter finns listade i Catalogue of Life.